# Гребенська
Гребенська (рос. Гребенская) — станиця у Шелковському районі Чечні Російської Федерації.
Населення становить 7530 осіб (2019). Входить до складу муніципального утворення Гребенське сільське поселення.

## Історія
Згідно із законом від 14 липня 2008 року органом місцевого самоврядування є Гребенське сільське поселення.

## Населення
| 1878  | 1883  | 1926  | 1970  | 1990  | 2002  | 2010  |
| ----- | ----- | ----- | ----- | ----- | ----- | ----- |
| 1575  | ↗1647 | ↗2540 | ↗3376 | ↗4880 | ↗5055 | ↗6227 |
| 2012  | 2013  | 2014  | 2015  | 2016  | 2017  | 2018  |
| ↗6494 | ↗6530 | ↗6751 | ↗7000 | ↗7127 | ↗7257 | ↗7409 |
| 2019  |       |       |       |       |       |       |
| ↗7530 |       |       |       |       |       |       |